# Лола Олександр Петрович
Олександр Петрович Лола (25 липня 1912, Мотовилівка — червень 1974, Київ) — український історик, дослідник історії України середніх віків. Інспектор шкіл відділу народної освіти Київської області.

## Біографія
Народився 25 липня 1912 року в селі Мотовилівці. У 1941 році закінчив історичний факультет Житомирського державного педагогічного інституту.
Учасник німецько-радянської війни. Нагороджений двома орденами Вітчизняної війни, орденом Червоної Зірки та сімома медалями.
У 1946–1948 роках — інспектор шкіл відділу народної освіти Київської області. У 1948–1951 роках — аспірант, у 1951–1954 роках — молодший науковий співробітник відділу історії феодалізму, у 1954–1961 роках — учений секретар інституту, у 1961–1965 роках — старший науковий співробітник відділу історії феодалізму, у 1965–1972 роках — старший науковий співробівтник відділу історії міст і сіл Української РСР Інституту історії АН УРСР. В 1953 році захистив кандидатську дисертацію на тему: «Боротьба українського народу за возз'єднання України з Росією в роки визвольної війни 1648–1654 рр.»
Помер в Києві у червні 1974 року.

## Праці
Опублікував близько 60 праць. Серед них:
- Коліївщина. — Київ, 1968 (у співавторстві)
- Гайдамацький рух на Україні 20–60 рр. XVIII ст. – К.: Наукова думка, 1965. – 128 с.
- Максим Кривоніс: Короткий історичний нарис. — Київ, 1957.
- Зв'язки України з Росією напередодні і під час визвольної війни 1648–1654 рр. — Київ, 1954.

Один із авторів колективних праць: Історія міст і сіл Української РСР: Харківська область (1967), Полтавська область (1968).